# Arresø
Der Arresø ist ein Binnensee in der Region Hovedstaden auf Sjælland, nördlich von Ølsted und östlich von Frederiksværk in Dänemark.
Mit 39,87 km² ist der See Dänemarks flächengrößter See. Er ist mit dem Roskildefjord durch einen Kanal verbunden, der etwa 1717 von dänischen Soldaten und schwedischen Kriegsgefangenen begonnen wurde. Der See grenzt an die Hillerød Kommune, die Gribskov Kommune und die Halsnæs Kommune.
Die durchschnittliche Tiefe des Sees beträgt 3,1 m, die größte Tiefe 5,6 m. Der See beinhaltet etwa 122,75 Millionen Kubikmeter Wasser.
Der wichtigste der Zuflüsse des Sees ist der Pøleå. Östlich von Frederiksværk liegt die Halbinsel Arrenæs, die von Westen in den See hineinragt. 
Der See war vor etwa 4000 Jahren ein Fjord, der mit dem Kattegat verbunden war. Durch die Anhebung des Landes im Nordwesten des Fjords entstand nach Ende der letzten Eiszeit der heutige See. 
Östlich des Sees befindet sich der Rundhügel Bjørnehøj.